# 沃倫頓鎮區 (北卡羅萊納州沃倫縣)
沃倫頓鎮區（英語：Warrenton Township）是位於美國北卡羅萊納州沃倫縣的一個鎮區。

## 地方資料
沃倫頓鎮區的面積為120.95平方千米，皆為陸地。根據2020年美國人口普查的數據，當地共有人口3793人，而人口密度為每平方千米31.36人。